# Ceiba speciosa
Ceiba speciosa (A.St.-Hil., A.Juss. & Cambess.) Ravenna, 1998, in passato nota come Chorisia speciosa, è un albero della famiglia delle Malvacee .
La fibra bianca e lanosa contenuta nei frutti, nota come "falso kapok", viene utilizzata per realizzare imbottiture.

## Descrizione

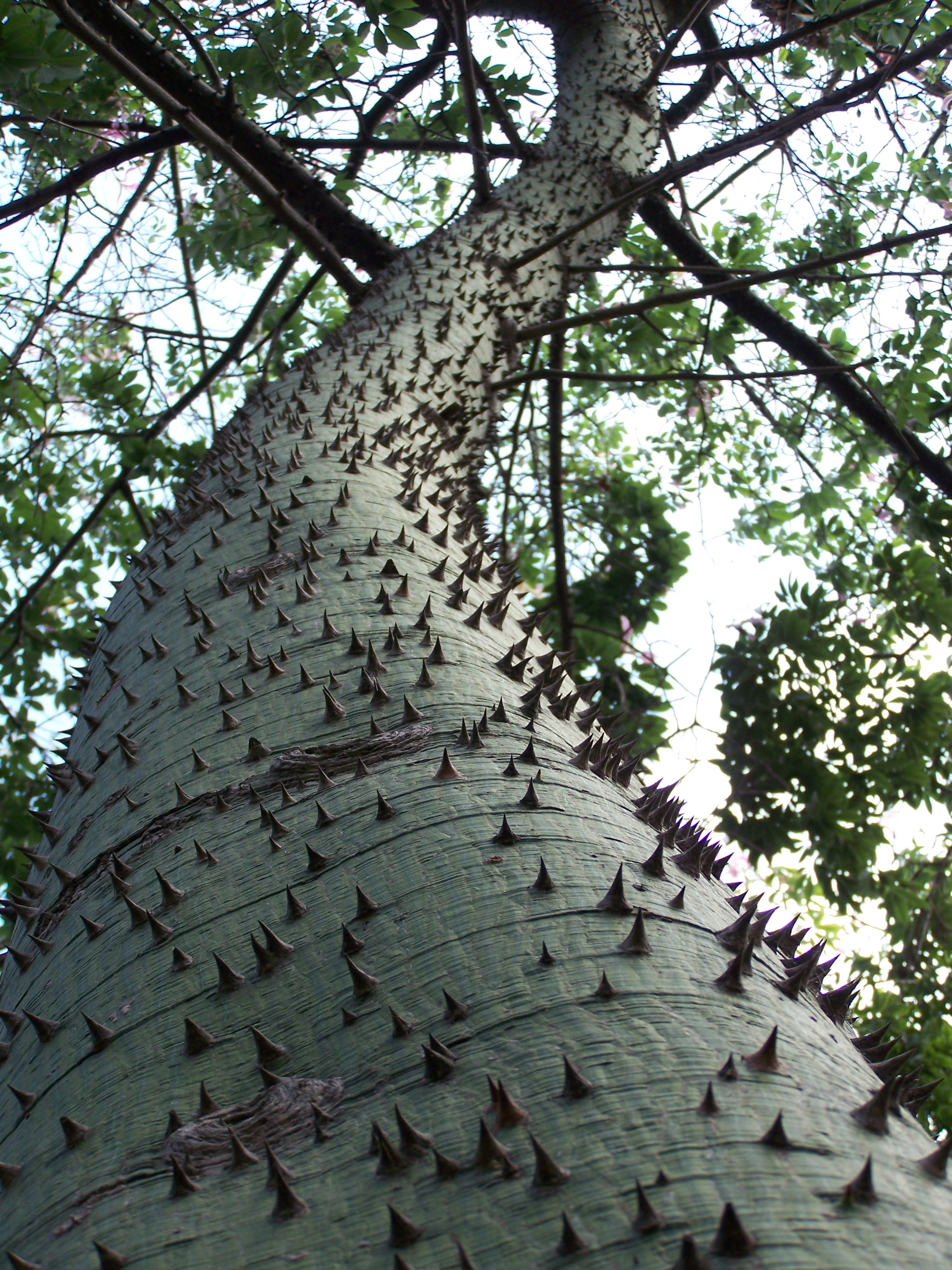

La caratteristica principale di C. speciosa è nel tronco, rigonfio nella parte inferiore e munito di grosse spine coniche. In natura può raggiungere i 20 m di altezza. I tessuti alla base del fusto accumulano acqua per i periodi di siccità.
Ha foglie composte, formate da 5-7 foglioline glabre.
I fiori, ermafroditi, sono grandi e appariscenti, con petali rosei o rossi nella parte superiore, screziati di bruno-giallognolo nella parte inferiore. Fiorisce da ottobre a novembre.
Il frutto è una grossa capsula ovoidale di colore verde-bruno, con un esocarpo molto spesso, contenente numerosi semi avvolti da una fitta lanugine bianca.

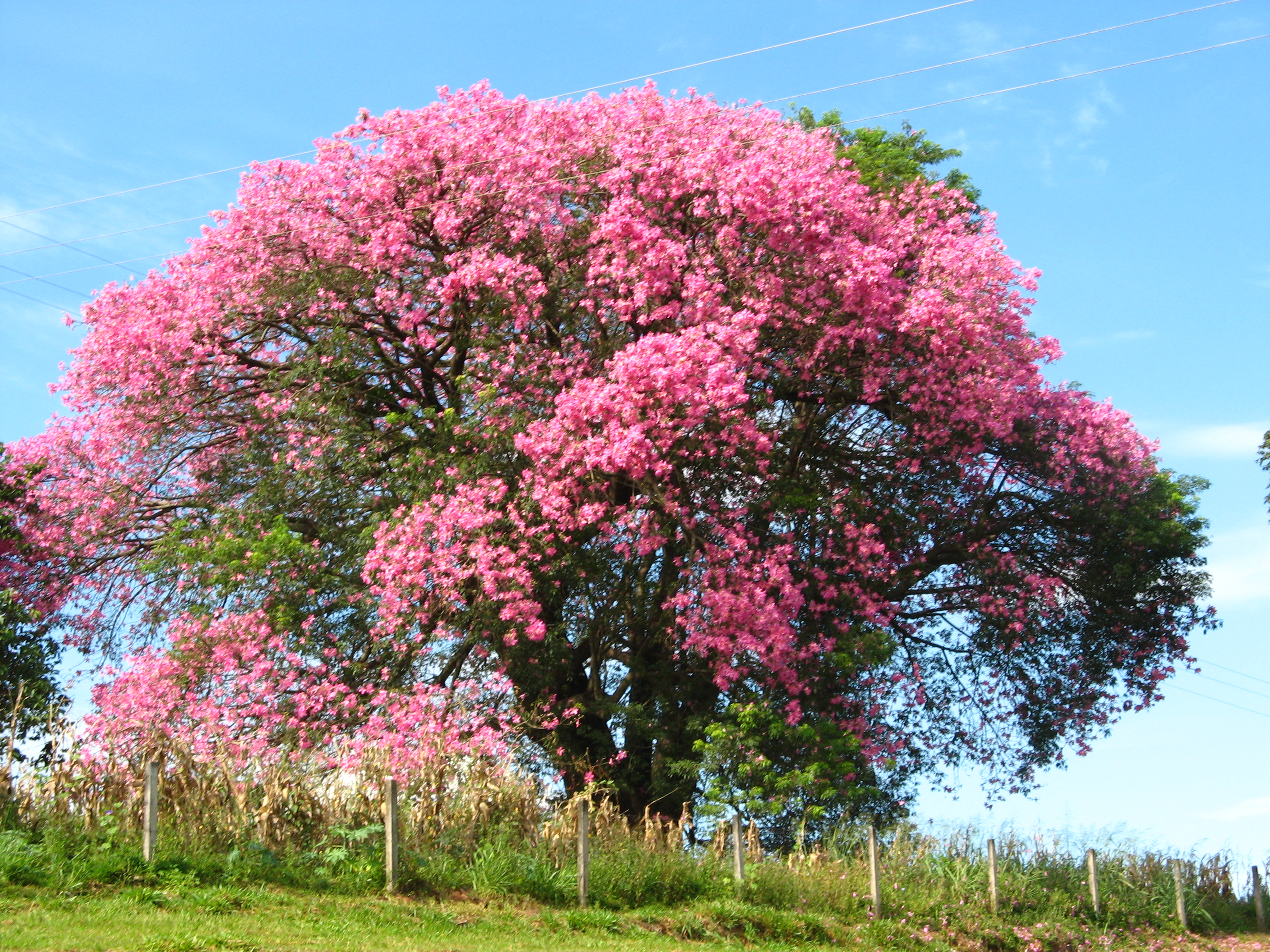
Fioritura
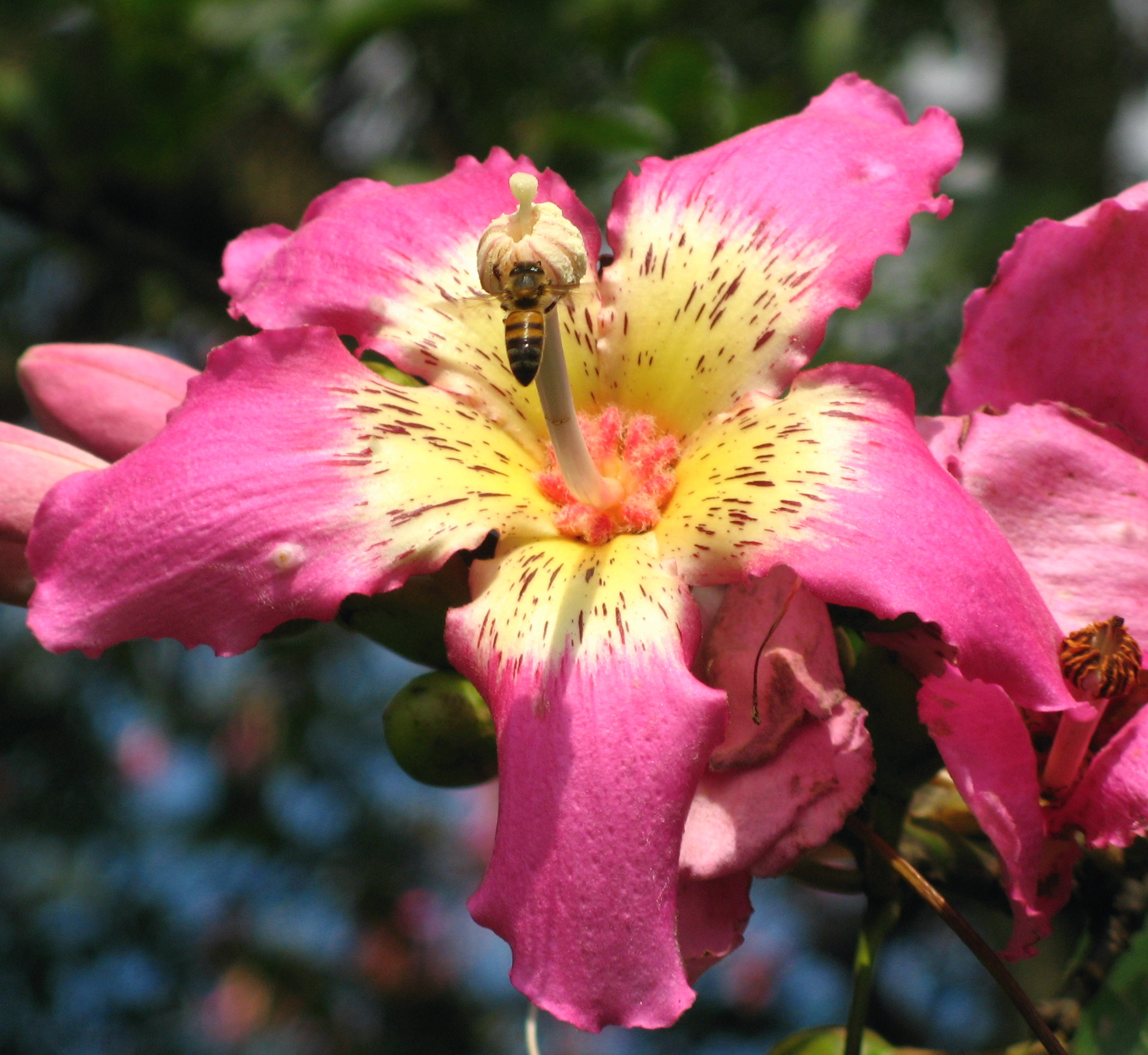
Dettaglio del fiore

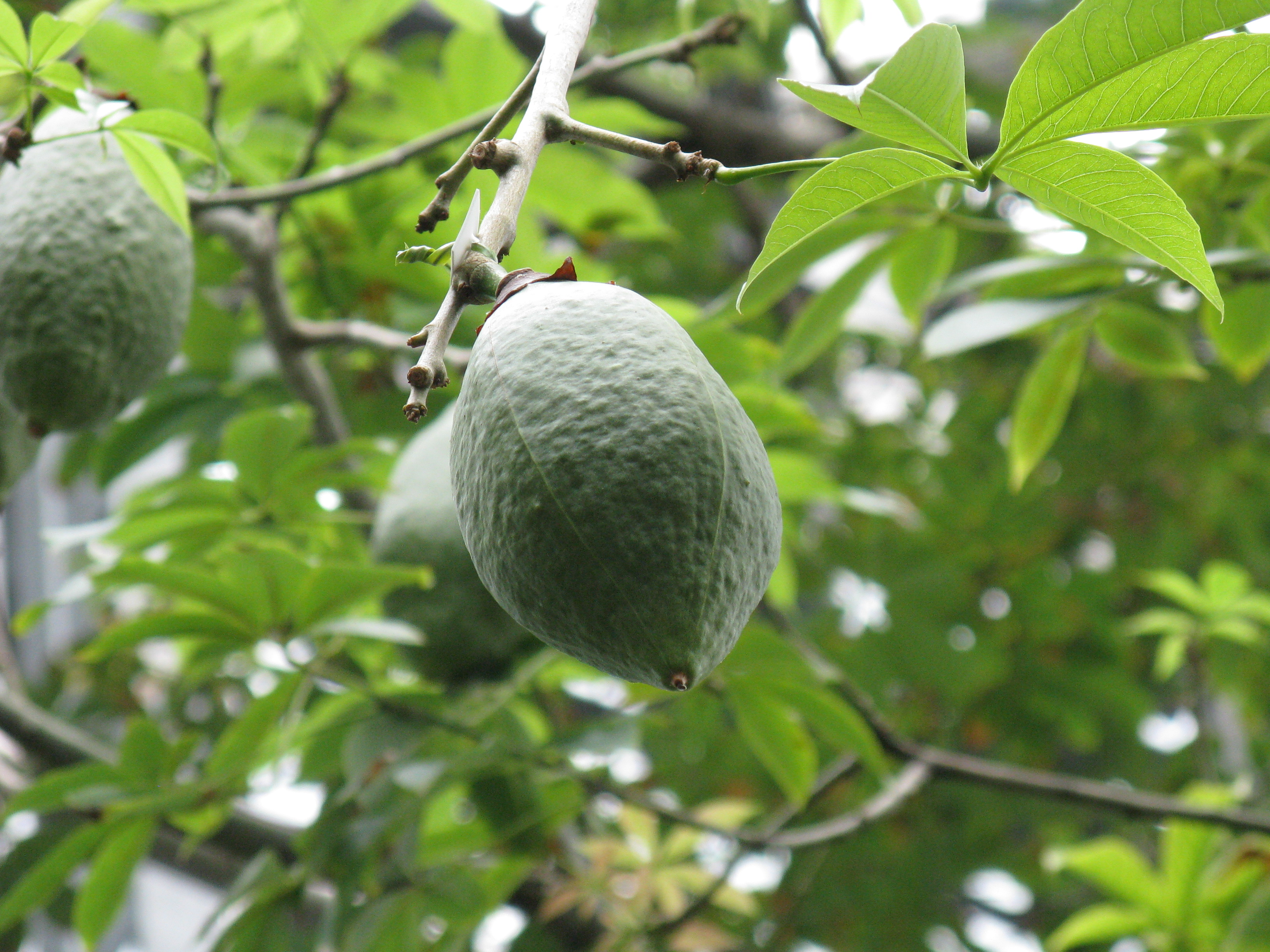
Frutti
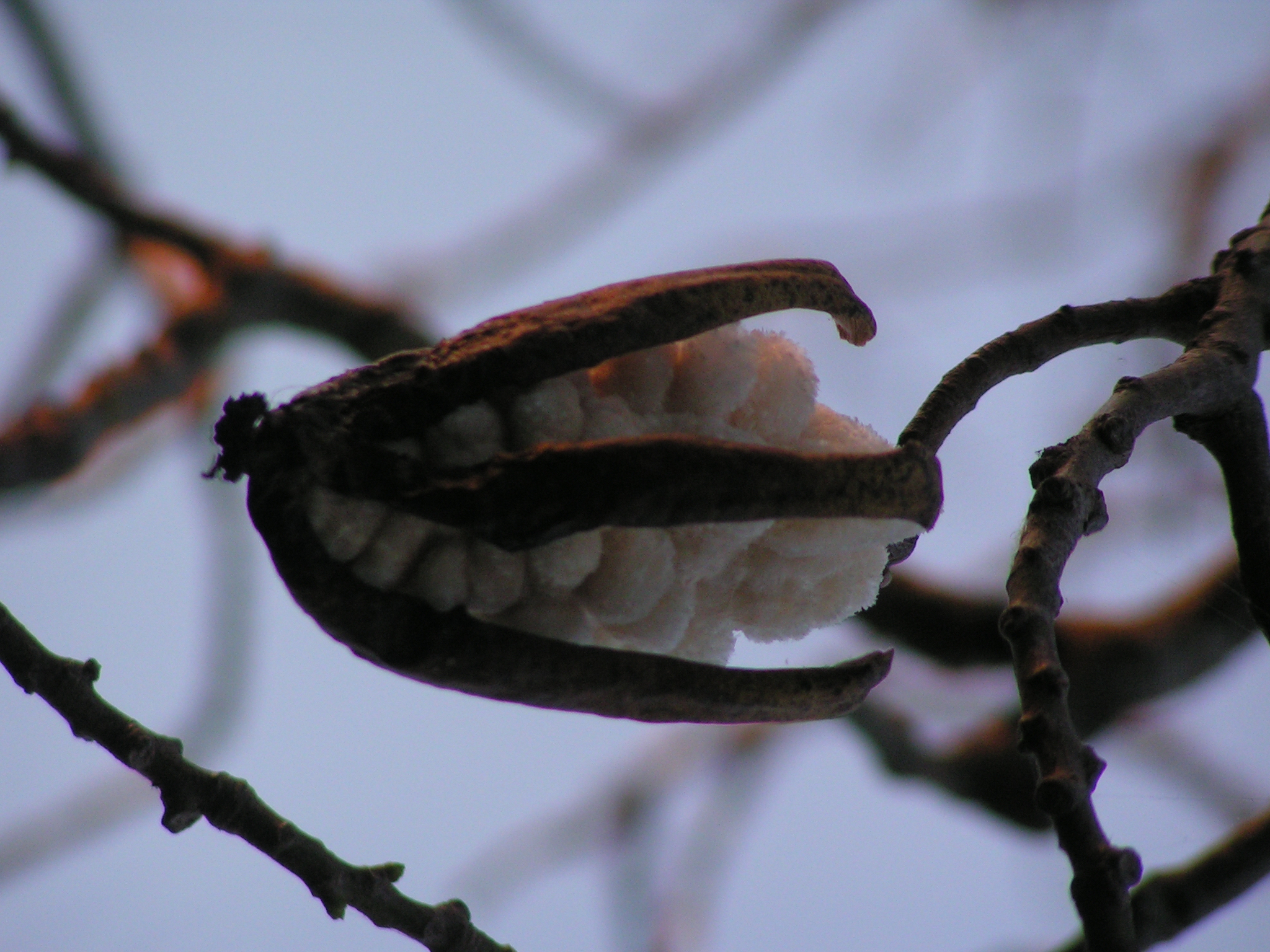
Frutto a deiscenza
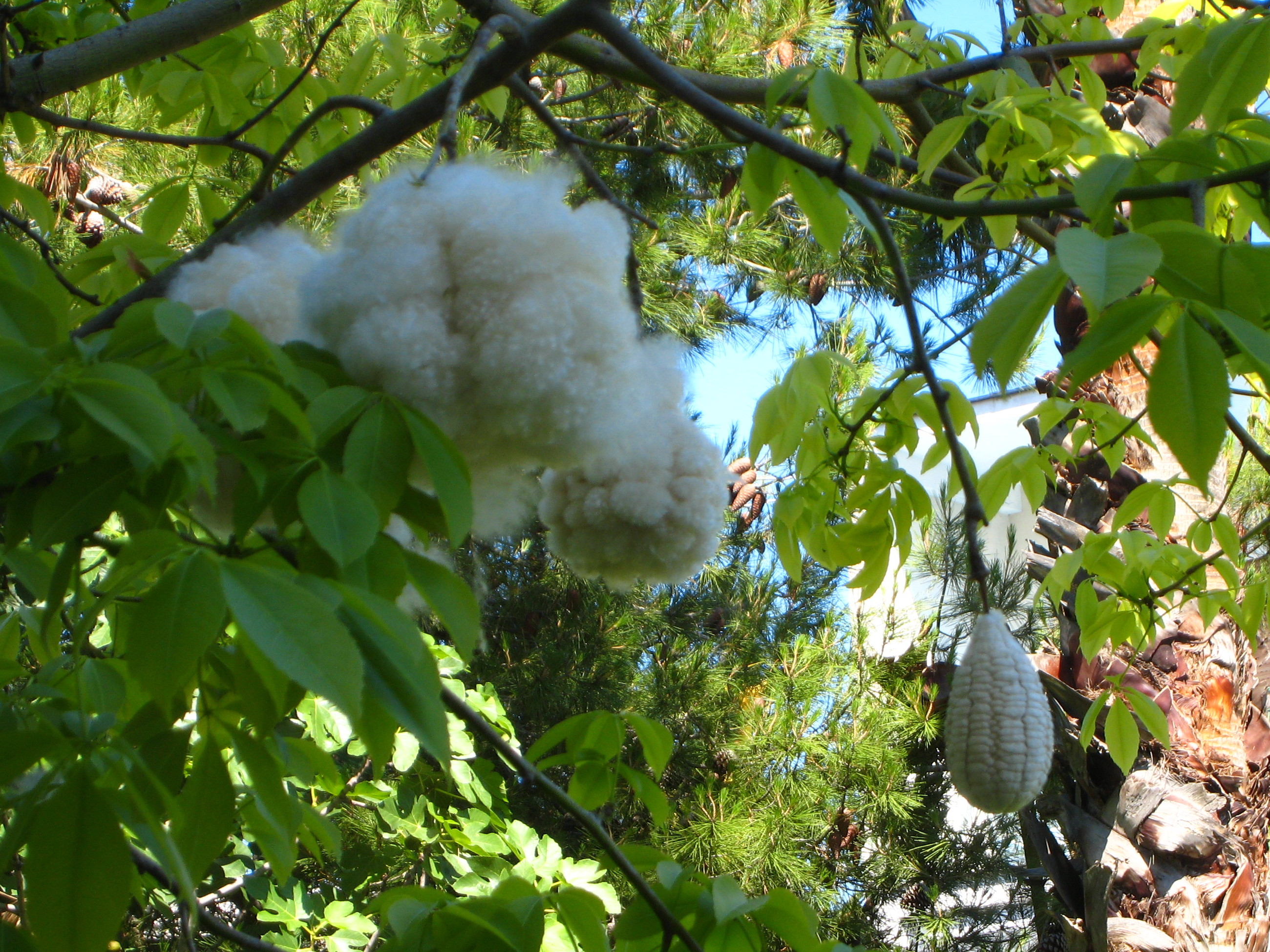
I semi a diversi stadi

## Distribuzione e habitat
L'areale naturale di C. speciosa comprende la fascia del continente  sudamericano compresa tra 12°S e 30°S di latitudine.

La specie è presente in Bolivia, Brasile, Paraguay, ma è soprattutto l'Argentina, ove è nota come palo borracho (“albero ubriaco”), ad essere ricca di questi curiosi alberi.
È coltivata nelle regioni tropicali e subtropicali dell'emisfero nord, sino alle Antille e al sud degli Stati Uniti.
Sul finire del XIX secolo è stata introdotta in Italia all'orto botanico di Palermo; da lì si è diffusa come pianta ornamentale.

## Usi
- Il legno ricavato dal tronco della C. speciosa è bianco, poroso e molto leggero, e può venire utilizzato in sostituzione del sughero o per la fabbricazione di botti leggere.
- La fibra lanuginosa che avvolge i semi del frutto, nota come "falso kapok", viene impiegata per la confezione di imbottiture.
- C. speciosa è spesso utilizzata nel sud dell'Europa come pianta ornamentale, per l'arredo urbano.